# جنگل‌های حرای ایران

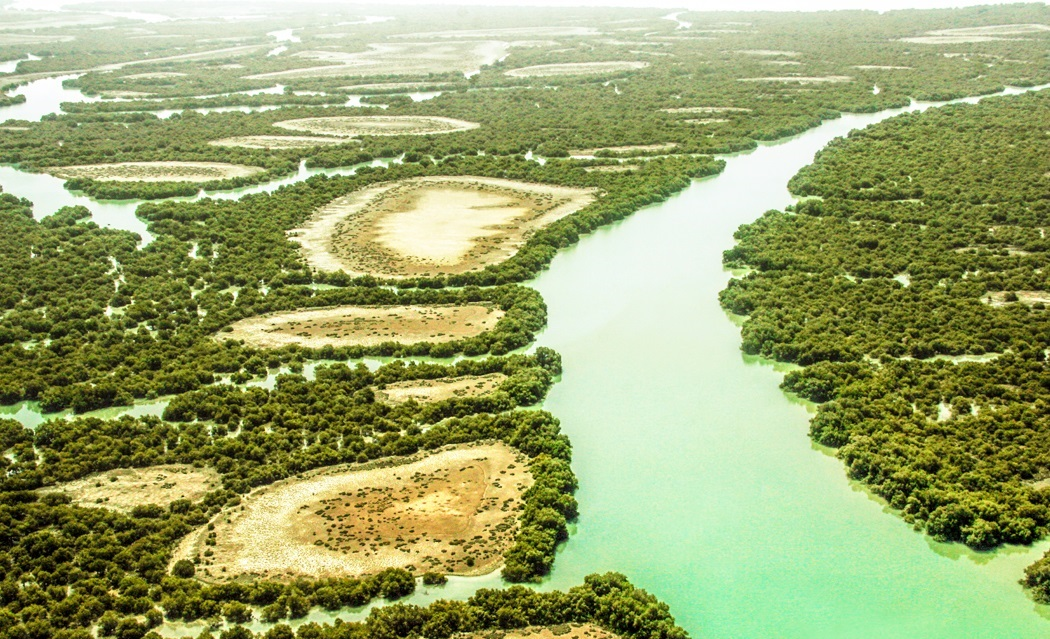
جنگل حرای قشم

جنگل‌های حرّای ایران به جنگل‌های مانگرویی گفته می‌شود که در ۸ منطقه حفاظت‌شده ایران در سواحل خلیج فارس و دریای عمان می‌رویند. کناره‌های شمالی و غربی جزیره قشم و جنگل نای‌بند استان بوشهر از مهم‌ترین رویشگاه‌های حرا در ایران هستند. به این گیاه در بندرعباس حرّا، در بلوچستان تمر، در بوشهر گُرم و در بعضی از نقاط تول گفته می‌شود. به عربی نیز آن را شوری و شوره می‌نامند.
رویشگاه‌های حرا در ایران در جنوب کشور و در سواحل خلیج فارس و دریای عمان حد فاصل مدارهای ۲۵ درجه و ۱۱دقیقه تا ۲۷ درجه و ۵۲ دقیقه عرض شمالی گسترش یافته‌اند که ساحل سه استان سیستان و بلوچستان، هرمزگان و بوشهر از خلیج گواتر در سیستان و بلوچستان تا بردخون در بوشهر را شامل می‌شود. از مناطق واجد حرا در ایران چهار منطقه تحت عنوان تالاب بین‌المللی و یک منطقه با عنوان پارک ملی ساحلی دریایی و هشت منطقه تحت عنوان منطقه حفاظت‌شده و یک منطقه به عنوان ذخیره‌گاه زیست‌کره تحت مدیریت سازمان حفاظت محیط زیست قرار گرفته‌اند.
در طرح کاشت یک میلیارد درخت در ایران تصمیم شد تا تعداد زیادی درخت حرا کاشته شود ولی تا اکنون چندان اجرایی و استقبال نشده است. مهدی مطهر نیا معاون پژوهشگاه ملی اقیانوس‌شناسی با اشاره با این موضوع بیان کرد: حاضریم یک میلیارد اصله درخت حرا در حاشیه ساحلی ایران بکاریم و ذخیره‌گاه‌های توسعه این جنگل را هم مشخص کردیم، اما اراده‌ای که باید می‌بود و به ترویج آن طرح کمک می‌کرد، ایجاد نشد.

## ویژگی‌ها
جنگل‌های مانگرو ایران در تقسیم‌بندی‌های جغرافیایی جهانی در پهنه حاره‌ای قدیم، زیر پهنه آفریقا و زیر ناحیه سند و عمان قرار می‌گیرند. در تقسیم‌بندی جهانی استقرار مانگروها در شرق و غرب کره زمین، در زمره مانگروهای شرقی قرار گرفته‌اند و در تقسیم‌بندی اقیانوسی در طبقه مانگروهای مستقر در اقیانوس هند و آرام جای دارند.
مانگروهای ایران از نوع انحصاری هستند و گونه‌های غیرانحصاری در جوامع جنگلی مانگروی ایران دیده نمی‌شود و فقط از دو گونه حرا و چندل تشکیل شده‌اند. گونه حرّا رایج‌ترین گونه در جنگل‌های مانگرو ایران است که در همه رویشگاه‌های جنگل‌های مانگروی ایران از ام‌الکرم استان بوشهر تا خلیج گواتر دیده می‌شود. گونه چندل فقط در خورهای سیریک و جاسک تشکیل جامعه گیاهی داده که گاهی جامعه آن خالص است، ولی بیشتر همراه با حرّا دیده می‌شود.

## پراکنش جغرافیایی
مانگروها در ایران در عرض‌های شمالی ۲۵ درجه و ۱۰ دقیقه تا ۲۷ درجه و طول‌های شرقی ۵۵ درجه و ۱۰ دقیقه تا ۶۵ درجه گسترده شده‌اند و در عرض جغرافیایی ۲۸ درجه شمالی قطع می‌شوند. مناطق پراکنش آنها از شرق ایران در ناحیه عمان قرار دارد که در امتداد جنگل‌های پاکستان وارد ایران شده و در خلیج گواتر تشکیل جوامع جنگلی داده‌اند. این جوامع به‌صورت نواری باریک و لکه‌ای امتداد یافته و دوباره در بندرهای سیریک و جاسک در حاشیه خورها مستقر و انبوه شده‌اند و سپس تا کولقان، تیاب و کلاهی پیش رفته و به‌صورت جوامع جنگلی بزرگ در نواحی مزبور تشکیل شده‌اند. جوامع جنگلی در جزیره قشم و بندر خمیر به‌صورت انبوه استقرار یافته و سپس به طرف غرب خلیج فارس گرایش می‌یابند که تا خلیج نایبند و بندر دیّر در استان بوشهر ادامه دارند.

### سیستان و بلوچستان
- جنگل حرای گواتر چابهار،[۵]

### هرمزگان

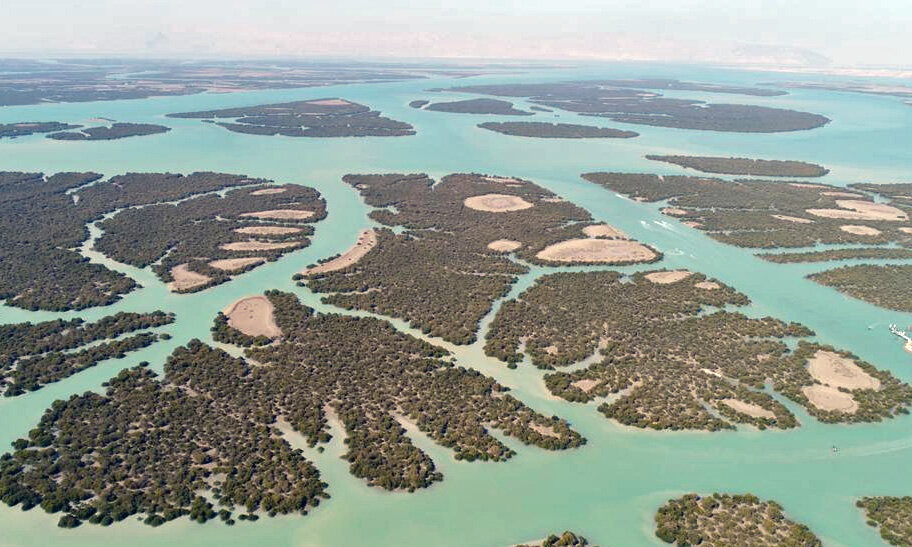
جنگل حرا در هرمزگان

بیش از ۹۰ درصد جنگل‌های حرای ایران چه از لحاظ کیفیت و کمیت در استان هرمزگان مانند بندر خمیر و جزیره قشم واقع شده است. البته لکه‌ای در منطقه خور آذینی استان هرمزگان شهرستان سیریک وجود دارد که گونه «چندل» است.
جنگل‌های حرای استان هرمزگان که بیشتر آن‌ها از سال ۱۳۸۰ تحت حفاظت محیط زیست قرار دارند و به‌عنوان ذخیره‌گاهِ زیست‌کره نیز شناخته می‌شوند عبارت‌اند از: و از جهت کمیت جایگاه اول کشور است. سواحل جزیره قشم، بندرپل، جزیره هرمز، بندرخمیر، لافت، تیاب و جاسک انبوهی از درختان حرا فرا گرفته است.
- منطقه حفاظت‌شده حرا و تالاب بین‌المللی خور خوران (۸۶۵۸۱ هکتار) به‌عنوانِ ذخیره‌گاه زیست کره کناره‌های جزیره قشم
- حرای تیاب و میناب (۷۸۰۹۹ هکتار)
- حرای گابریک و جاسک (۳۴۵۹۶ هکتار)
- حرای رود گز (۲۷۰۴۶ هکتار)
- حرای خوران (۲۵۱۸ هکتار)

- در حوزه شهرستان جاسک در خورهای گابریک، جگین، دهانه رودخانه شهرنو در سواحل روستای لاش، یکدار و سورگلم و همچنین مانداب‌های رودخانه کاشی
- در حوزه سیریک در خورهای نخل زیارت، پاچور، زیارت، گارندهو، گناری و کرتان
- در حوزه تیاب و کلاهی در خورهای مشدر، بهینه، کرگان و میناب
- در حوزه کولقان در خورهای جلابی و حسن لنگی و مصب رودخانه شور
- در خورهای شمال غربی جزیره قشم بر جزایر رسوبی واقع در خور خوران و ترعه خوران، جزایر ماسه ای مقابل روستاهای طبل و لافت کهنه، لافت نو، گوران، گورزین و چاهو
- در خورهای بخش خمیر (از سواحل پهل، جزیره مردو تا غرب لشتقان) و در دهانه ورودی رودخانه مهران به خلیج فارس
- در منطقه سایه خوش از توابع بندر لنگه و در امتداد رویشگاه بندر خمیر در اراضی غربی دلتای مهران

### بوشهر

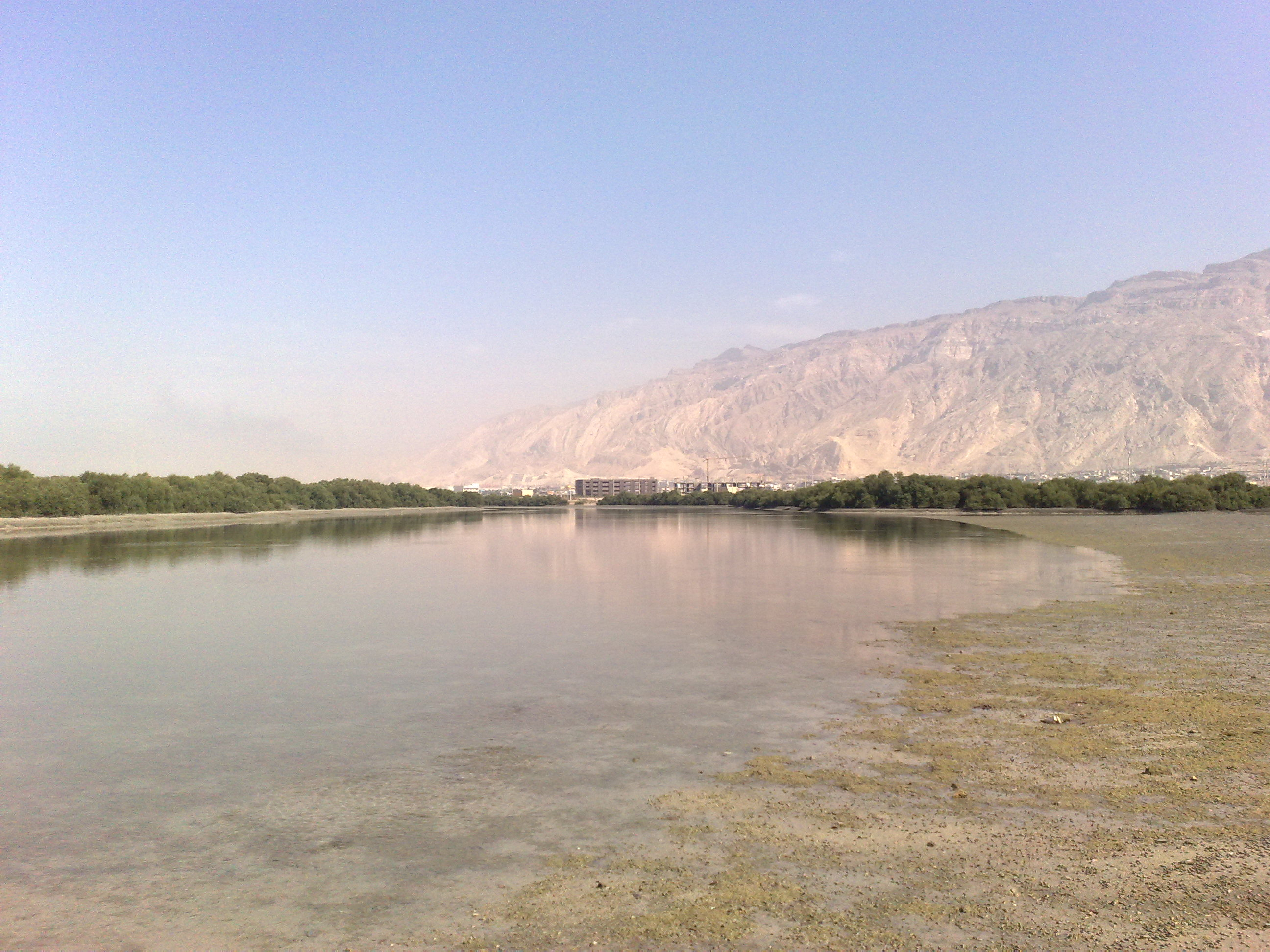
جنگل حرا در عسلویه

محدوده جنگل‌های طبیعی حرای استان بوشهر در مساحتی بالغ بر (۶۳۶ هکتار) است و از جهت کمیت جایگاه سوم کشور است. مساحت جنگل‌های استان بوشهر۲۳۰ هزار هکتار است و در سال‌های اخیر بیش از ۱۶ هزار هکتار نیز جنگل‌های دست کاشت در این استان توسط منابع طبیعی توسعه یافته است.
جنگلهای حرای خلیج نای بند گسترده‌ترین نواحی پراکنش این اجتماعات درختی کمیاب با وسعت ۳۹۰ هکتار، آخرین مجموعه انبوه و وسیع این درختان ساحلی در جنوب غربی آسیا محسوب می‌شود. جنگل‌های حرای عسلویه بوشهر به عنوان ذخیره گاه بیوسفری ساحلی آب‌های جنوب کشور در پارک ملی دریایی نای‌بند یکی از مناطق حساس ساحلی به‌شمار می‌آید که در اکوسیستم خود گیاهان شور پسند دریایی، جانداران کف زی و پرندگان مهاجر اقیانوسی را پناه داده است.
- حرای خلیج نای‌بند، واقع در پارک ملی نای‌بند در شهرستان عسلویه
- حرای مل‌گنزه، واقع در پارک ملی دریایی نخیلو به مساحت ۲۵ هکتار - شهرستان دیر (شمالی‌ترین رویشگاه طبیعی حرای جهان)
- حرای بندر دیر، واقع در خور بندر دیر و در مجاورت بردستان در شهرستان دیر (کشت شده)

علاوه بر آن حدود ۵۰۰ هکتار حرا در همه شهرستانهای ساحلی استان کشت شده است.

### خوزستان
در سواحل این استان جنگل حرای وجود دارد و از جهت کمیت جایگاه دوم کشور است.
مساحت جنگل‌های مانگرو یا حرا در بندر ماهشهر تا سال ۱۴۰۰ به حدود ۶۵۰ هکتار رسیده بود و صنایع پتروشیمی ماهشهر ظرف ۱۰ سال اخیر حدود ۵۰۰ هکتار کاشت درخت حرا در سطح این منطقه انجام داده است.